# Rivière Brodeuse
La rivière Brodeuse est un affluent de la rivière Péribonka, coulant dans le territoire non organisé de Passes-Dangereuses, dans la municipalité régionale de comté (MRC) de Maria-Chapdelaine, dans la région administrative de Saguenay–Lac-Saint-Jean, dans la province de Québec, au Canada.
Le bassin versant de la rivière Brodeuse est desservi par la route forestière R0250 qui remonte la vallée de la rivière des Prairies pour rejoindre le lac Grenier et la rivière Brodeuse. Une route forestière secondaire contourne le lac Goisard (lac de tête). Quelques routes secondaires desservent la zone pour les besoins de la foresterie et des activités récréotouristiques,,.
La foresterie constitue la principale activité économique du secteur ; les activités récréotouristiques, en second.
La surface de la rivière Brodeuse est habituellement gelée de la fin novembre au début avril, toutefois la circulation sécuritaire sur la glace se fait généralement de la mi-décembre à la fin mars.

## Géographie
Les principaux bassins versants voisins de la rivière Brodeuse sont :
- côté nord : lac Goisard, lac Péribonka, rivière Péribonka ;
- côté est : lac Péribonka, rivière Péribonka, Petite rivière Shipshaw ;
- côté sud : rivière Lekau, lac Dumau, rivière Dumau, rivière des Prairies, rivière au Serpent, rivière Kauashetesh, rivière Ashiniu ;
- côté ouest : rivière des Prairies, rivière Ashiniu, rivière au Serpent, lac du Serpent, rivière au Serpent Sud-Ouest, rivière Lapointe, rivière du Sapin Croche, rivière Mistassibi Nord-Est[2].

La rivière Brodeuse prend sa source à l’embouchure du lac Goisard (longueur : 3,0 km ; altitude : 522 m) dans le territoire non organisé de Passes-Dangereuses. L’embouchure du lac Goisard est située à :
- 9,8 km au sud-est du lac Péribonka ;
- 6,3 km au nord-est du cours de la rivière au Serpent ;
- 34,1 km au sud-est du centre du hameau de Chute-des-Passes ;
- 25,2 km au nord-ouest de l’embouchure de la rivière Brodeuse (confluence avec la rivière Péribonka) ;
- 24,5 km au nord-ouest du barrage de l’embouchure du lac Péribonka (traversé par la rivière Péribonka)[2],[5].

À partir de sa source (lac Goisard), la rivière Brodeuse coule sur 34 km, entièrement en zone forestière, entre la rivière au Serpent (côté ouest) et le lac Péribonka (côté est), selon les segments suivants :
Cours supérieur de la rivière Brodeuse (segment de 20 km)
- 7,7 km vers le sud-est, notamment en traversant vers le sud-est le lac Brodeuse (longueur : 7,5 km ; altitude : 512 m), jusqu’à son embouchure ;
- 1,1 km vers le sud-est, jusqu’à la décharge (venant du nord) d’un lac non identifié ;
- 3,3 km vers le sud courbant vers l’est, jusqu’à décharge (venant du nord) d’un lac non identifié ;
- 2,5 km vers le sud-est jusqu’à la décharge (venant du sud-ouest) du lac Grenier ;
- 3,3 km vers le sud-est notamment en traversant un petit lac non identifié (longueur : 0,3 km ; altitude : 487 m) jusqu’à la rive nord-ouest du lac La Baie ;
- 2,7 km vers le sud-est en traversant le lac La Baie (longueur : 4,3 km ; altitude : 487 m), jusqu’à son embouchure ;

Cours inférieur de la rivière Brodeuse (segment de 14 km)
- 0,6 km vers le sud, puis vers l’est, jusqu’à la décharge (venant du nord) d’un ensemble de lacs dont le lac Girardo ;
- 0,9 km vers l’est, en formant un crochet vers le nord en fin de segment, jusqu’à la décharge des lacs Jack et Butch ;
- 1,7 km vers le sud-est, jusqu’à la décharge (venant du nord-est) du lac Ménard et du lac Batch ;
- 1,7 km vers le sud-est en recueillant la décharge (venant de l’est) du lac du Fusil, jusqu’à la décharge (venant du sud) du lac Kauashekamatsh ;
- 3,3 km vers le nord-est, jusqu’à son embouchure[2].

La rivière Brodeuse se déverse sur la rive droite de la rivière Péribonka. Cette embouchure est située à :
- 1,8 km au sud de l’embouchure du lac Péribonka lequel est traversé vers le sud-est par la rivière Péribonka ;
- 10,9 km au nord-ouest de l’embouchure de la Petite rivière Shipshaw (confluence avec la rivière Péribonka) ;
- 16,3 km au nord de l’embouchure de la rivière Dumau (confluence avec la rivière au Serpent) ;
- 43,2 km au nord-ouest de l’embouchure de la rivière Manouane ;
- 138,4 km au nord de l’embouchure de la rivière Péribonka (confluence avec le lac Saint-Jean)[2].

À partir de l’embouchure de la rivière Brodeuse, le courant descend le cours de la rivière Péribonka sur 194,4 km vers le sud, traverse le lac Saint-Jean sur 29,3 km vers l’est, puis emprunte sur 155 km le cours de la rivière Saguenay vers l'est jusqu'à la hauteur de Tadoussac où il conflue avec le fleuve Saint-Laurent.

## Toponymie
Le toponyme de « rivière Brodeuse » a été officialisé le 5 décembre 1968 à la Banque des noms de lieux de la Commission de toponymie du Québec.